# Mészáros István (játékvezető)
Mészáros István (Zirc, 1969. április 9.–) magyar nemzeti játékvezető, nemzetközi standlabdarúgó-játékvezető

## Pályafutása

### Nemzeti játékvezetés
A játékvezetésből 1993-ban Veszprémben vizsgázott. A Fejér megyei Labdarúgó-szövetség (FLSZ) által üzemeltetett labdarúgó bajnokságokban kezdte sportszolgálatát. A megyei LSZ Játékvezető Bizottságának (JB) határozatával NB III-as, egyben országos utánpótlás bíró. Az MLSZ JB minősítésével NB II-es, 2006-tól NB I-es bíró. A Nemzeti Strandlabdarúgó Liga (NSL) mérkőzéseinek rendszeres résztvevője. A nemzeti játékvezetéstől 2015-ben visszavonult. NB II-es mérkőzéseinek száma: 156. NB I-es mérkőzéseinek száma: 36.
| Időpont          | Helyszín                           | Mérkőzés típusa          | Mérkőzés                         | Eredmény |
| ---------------- | ---------------------------------- | ------------------------ | -------------------------------- | -------- |
| 2006. április 8. | DVTK-stadion, Diósgyőr             | első NB I-es mérkőzése   | Diósgyőri VTK–Tatabányai Bányász | 1 – 0    |
| 2009. április 5. | Illovszky Rudolf Stadion, Budapest | utolsó NB I-es mérkőzése | Vasas SC–Haladás                 | 1 – 1    |

### Nemzetközi játékvezetés
A Magyar Labdarúgó-szövetség (MLSZ) JB terjesztette fel nemzetközi játékvezetőnek, a Nemzetközi Labdarúgó-szövetség (FIFA) 2007-től tartotta nyilván strandlabdarúgó bírói keretében. Minden világverseny előtt a FIFA JB több hetes képzést tesz kötelezővé, hogy az ítélkezés azonossága biztosított legyen. A közel 150 nemzetközi strandlabdarúgó-játékvezető között ketten, Herbály Péterrel képviselik Magyarországot. Pályafutása alatt négy földrészen tevékenykedhetett, egyedül Ausztráliában nem vezetett. Több világbajnoki döntőn, Európa-bajnokság döntőjében, valamint a Bajnokok Ligája (Euro Winners Cup) döntőben is bíráskodott. Nemzetközi strandlabdarúgó mérkőzések száma: 86.

#### Strandlabdarúgó-világbajnokság
Az első magyar játékvezető a strandlabdarúgó világbajnokságok történetében.
Négy világbajnokságon vett részt. A 2007-es FIFA strandlabdarúgó-világbajnokságon, a 2008-as FIFA strandlabdarúgó-világbajnokságon, a 2009-es FIFA strandlabdarúgó-világbajnokságon és a 2011-es FIFA strandlabdarúgó-világbajnokságon, ahol a FIFA JB bíróként foglalkoztatta. Egy mérkőzésen 4 játékvezetőt foglalkoztatnak: főbíró, 2. bíró, 3. bíró (kispadok rendje), időmérő bíró. Világbajnokságokon vezetett mérkőzések száma: 12.

##### 2007-es FIFA strandlabdarúgó-világbajnokság
A döntő mérkőzés időmérő bírója.
| Időpont            | Helyszín                   | Mérkőzés típusa              | Mérkőzés               | Eredmény | Nézők száma |
| ------------------ | -------------------------- | ---------------------------- | ---------------------- | -------- | ----------- |
| 2007. november 3.  | Copacabana, Rio de Janeiro | csoportmérkőzés (D. csoport) | Nigéria–Argentína      | 5 – 3    | 4000        |
| 2007. november 6.  | Copacabana, Rio de Janeiro | csoportmérkőzés (A. csoport) | Brazília–Oroszország   | 2 – 2    | 7000        |
| 2007. november 10. | Copacabana, Rio de Janeiro | egyik elődöntő               | Brazília–Franciaország | 6 – 2    | 10 000      |

##### 2008-as FIFA strandlabdarúgó-világbajnokság
| Időpont előselejtező | Helyszín                  | Mérkőzés típusa              | Mérkőzés                            | Eredmény | Nézők száma |
| -------------------- | ------------------------- | ---------------------------- | ----------------------------------- | -------- | ----------- |
| 2008. július 17.     | Plage du Prado, Marseille | csoportmérkőzés (A. csoport) | Franciaország–Szenegál              | 5 – 5    |             |
| 2008. július 22.     | Plage du Prado, Marseille | csoportmérkőzés (C. csoport) | Egyesült Arab Emírségek–Oroszország | 0 – 5    | 3000        |
| 2008. július 24.     | Plage du Prado, Marseille | egyik negyeddöntő            | Argentína–Spanyolország             | 0 – 2    | 6500        |
| 2008. július 27.     | Plage du Prado, Marseille | döntő                        | Olaszország–Brazília                | 3 – 5    | 7000        |

##### 2009-es FIFA strandlabdarúgó-világbajnokság
| Időpont            | Helyszín              | Mérkőzés típusa              | Mérkőzés                  | Eredmény | Nézők száma |
| ------------------ | --------------------- | ---------------------------- | ------------------------- | -------- | ----------- |
| 2009. november 16. | Jumeirah beach, Dubaj | csoportmérkőzés (B. csoport) | Elefántcsontpart–Salvador | 7 – 6    | 100         |
| 2009. november 18. | Jumeirah beach, Dubaj | csoportmérkőzés (C. csoport) | Costa Rica–Olaszország    | 1 – 3    | 200         |

##### 2011-es FIFA strandlabdarúgó-világbajnokság
A döntőben 2. játékvezetőjeként kapott feladatot.
| Időpont             | Helyszín                           | Mérkőzés típusa              | Mérkőzés                    | Eredmény | Nézők száma |
| ------------------- | ---------------------------------- | ---------------------------- | --------------------------- | -------- | ----------- |
| 2011. szeptember 2. | Stadio del Mare, Marina di Ravenna | csoportmérkőzés (C. csoport) | Francia Polinézia–Venezuela | 5 – 2    | 1500        |
| 2011. szeptember 5. | Stadio del Mare, Marina di Ravenna | csoportmérkőzés (A. csoport) | Olaszország–Svájc           | 3 – 2    | 5500        |
| 2011. szeptember 8. | Stadio del Mare, Marina di Ravenna | egyik negyeddöntő            | Oroszország–Mexikó          | 3 – 1    | 4500        |

#### Ázsiai Strandjátékok
Első alkalommal 2008-ban rendezték meg Bali szigetén az ázsiai strandjátékokat, többek között a strandfutballtornát (16 nemzeti válogatott részvételével), ahol olyannyira jól vezette a találkozókat, hogy ő fújhatta a sípot a fináléban, az Egyesült Arab Emírségek–Omán (1–3) válogatottjainak részvételével.

#### Euro Beach Soccer Leauge
2008 óta minden évben részt vett az Euro Beach Soccer Leauge sorozat valamelyik állomásán. Meghívást kapott az Euro Beach Soccer Leauge Szuperfináléjára 2009-ben, 2011-ben, 2012-ben. 2011-ben Moszkvában ő fújhatta a sípot a Szuperfinálé döntőjében.

## Sportvezetőként
Aktív működését befejezve a magyar strandlabdarúgó nemzetközi játékvezetők  nstruktora, megyei ellenőr.